# 上野聡行
上野 聡行（うえの あきゆき、1974年8月31日 - ）は、熊本県民テレビのアナウンサー、前アナウンス部長。愛称は「アッキー」。
東京都狛江市出身。國學院大學久我山高等学校、上智大学を卒業後、1997年に熊本県民テレビに入社。

## 担当番組
- KKTニュース[2]
- スポーツ中継[2]
- テレビタミン → てれビタ - コーナー担当（2018年3月まで） → MC（2018年4月から2024年3月まで）

## 過去の担当番組
- ズームイン!!SUPER - 熊本担当キャスター
- 金曜テレビタ350 - メインキャスター
- Saturday ココSmile サタデココ - MC（2018年3月まで）
- ROCKET COMPLEX - ナレーター

## エピソード
2013年12月30日に国立競技場で行われた第92回全国高等学校サッカー選手権大会開幕戦の実況を担当したが、その組み合わせが地元熊本の熊本国府と自身の母校である國學院久我山であったため（2対1で熊本国府が勝利）、事前に熊本国府を取材した際に佐藤光治監督などから「どっちを応援するの？」と聞かれたという。
2016年4月21日に放送されたミヤネ屋で熊本で取材をしていた上野は鹿児島から来た焼き芋屋を取材した時、雨の中並んでいた女子2人を追い払った。そしてこの問題行為が生放送であったため放送後、「女の子がかわいそう。」「観ていて不快。」など、批判の声が相次いだ。